# 斯勒伊斯海战
斯勒伊斯海戰（英語：Battle of Sluys），是英法百年戰爭初期的第一場大規模戰役，被視為是百年戰爭的開幕戰。發生在公元1340年6月24日，於斯勒伊斯外海，今荷蘭澤蘭省與比利時西法蘭德斯省之間的錨地。英王愛德華三世親率英軍120到150艘船，對上法蘭西海軍提督雨果·基耶雷和尼可拉·貝於歇率領的230艘船。英軍利用法軍艦隊的陣型混亂，以少勝多擊潰法軍，使法軍失去英吉利海峽的制海權，不過法軍很快地重組艦隊使英軍再度失去海上優勢。此戰役和溫奇爾西海戰、拉羅歇爾海戰並列為百年戰爭三大海戰。

## 背景
1066年諾曼征服以來，英格蘭君主便擁有法蘭西王國內的爵位和領土。1337年，法蘭西議會決定從英格蘭手中收回阿基坦公國（即加斯科涅地區），導致長達116年的百年戰爭爆發。

### 海軍實力

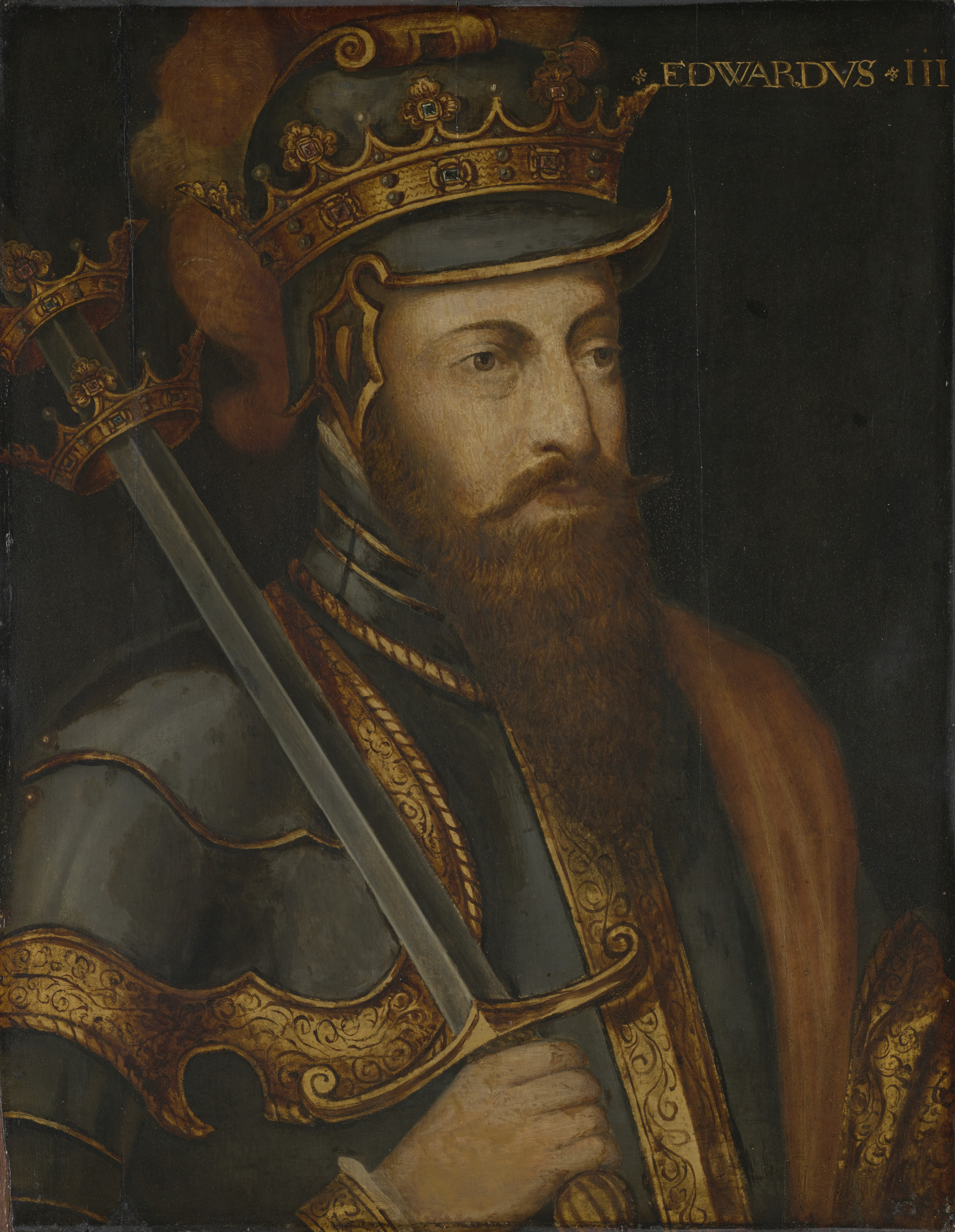
英王愛德華三世

戰爭初期法軍擁有海軍優勢，他們將地中海各國常用的加來槳帆船引進英吉利海峽。槳帆船可以進入淺水港灣，並且具有高度機動性，使其在海岸劫掠與對船戰鬥中發揮高效。法軍的槳帆船主要雇傭自熱那亞與摩納哥，主要用來干擾英格蘭商船在加斯科涅的紅酒和法蘭德斯的羊毛貿易，以及襲擊英格蘭東岸與南岸。操作槳帆船需要高度的專業性，經過高度訓練的船員同樣來自熱那亞、摩納哥、以及其他地中海港口。
英軍並沒有專業海軍，愛德華僅擁有三艘戰船。主要的船隻是從商船中徵用的柯克帆船。柯克船擁有吃水深的圓形船底，由中央桅杆的單面大帆提供動力。這些柯克帆船被改造為戰船，在船隻首尾增建木堡，並將桅杆上的瞭望塔擴建成戰鬥平台。改造後的船排水量達200到300長噸（203~305公噸），可以承載大量海兵。較高的乾舷使他們在對槳船戰更有利，尤其從木堡上射擊箭矢或砸下巨石可以造成舷側的敵船嚴重傷害。根據英格蘭普通法，國王徵召船隻參戰必須提供船主補償金，但實際上愛德華僅提供少量補償且拖延許久，使船主們很不情願地接受徵召。

### 早期衝突
1338年3月，樸茨茅斯遭法軍佔領劫掠；9月在阿訥默伊登海戰中，英格蘭五艘羊毛商船在瓦爾赫倫島外海被奪走，其中英軍還損失三艘戰船中的其中兩艘：克里斯多福號與寇格·愛德華號。10月，英格蘭重要港口南安普敦被佔領燒毀，隔年則是黑斯廷斯遭毀。
1339年法軍熱那亞雇傭兵因為沒有收到薪餉而不滿，他們認為雇主有責，便向法王腓力六世派出代表團請求協商，卻在8月遭到關押，導致熱那亞船員變節返回地中海。變節的士兵回國後發動叛亂推翻統治貴族，新政權拒絕和法蘭西簽訂新合約。部分的船長在英軍特務的賄賂下背叛法軍。1340年1月，英軍成功洗劫布洛涅，趁海灘上的法軍槳帆船守備薄弱時，利用濃霧突襲摧毀18艘槳帆船與24艘其他船隻、大量海軍裝備以及大部分港口地帶。法軍僅剩下6艘槳帆船，他們靠22艘駁船來彌補損失。
法軍的損失減少的英格蘭沿岸的威脅，並讓英軍艦隊可以組織進攻計畫。1340年冬季到春季間，英軍成功洗劫迪耶普、勒泰波爾、梅爾等法蘭西港口。法軍轉而利用英格蘭的手段徵用商船，腓力六世命令蒐集200艘船建立大艦隊，船隻主要來自諾曼第地區。當時的法蘭西文件記載艦隊共有202艘船，包含6艘槳帆船、7艘王家戰船、22艘駁船與167艘商船。艦隊承載人數可以達到19,000人，但僅有150名披甲戰士與500名弩手。艦隊由布列塔尼騎士暨法蘭西海軍提督雨果·基耶雷與尼可拉·貝於歇率領，其中6艘槳帆船由地中海私掠船長佩德羅·巴巴韋拉（Pietro Barbavera）指揮。
雖然加斯科涅地區問題是戰爭的導火線，但愛德華決定將戰役集中在法蘭西北部。愛德華請求歐陸同盟國與神聖羅馬帝國內的多個邦國參戰，另有正對法蘭西發動叛亂的法蘭德斯人加入，在4月發動攻擊卻失敗，5月18日法軍發動反擊。愛德華的同盟軍實力大於法軍，但因戰果不佳而決定收手。

## 戰役前夕
愛德華計畫在四月中運輸軍隊前往斯勒伊斯，但英格蘭商船認為不太可能收到徵召補助而拒絕加入，導致出航日期不斷延後。6月4日國王議會決定靠手上有的船隻出航，但僅能載運600名披甲戰士。6月10日，議會接到法蘭西大艦隊抵達斯勒伊斯的消息，英格蘭和歐陸的聯繫遭基耶雷和貝於歇切斷。在他們封鎖錨地後，又有10艘船加入，使艦隊規模來到213艘船。
英格蘭議會召開的會議中，坎特伯雷大主教約翰·德·斯塔福德作為資深顧問，堅持否決出航，認為會危及英王性命並主張取消遠征，結果遭到愛德華辱罵。斯塔福德在暴怒下離開議會，愛德華在盛怒中聲明「所有懼怕者可以躲回家裡」，並下達一連串命令。海岸防禦被撤除、王室官員被命令嚴懲所有拖延加入的水手。愛德華親自前往英格蘭最大港口雅茅斯說服船主加入。同一時間，原本已登船的馬匹被送下船，將運輸船改造成戰船。6月20日，一支規模可觀的艦隊在奧韋爾河集結完畢。艦隊的薪資紀錄已遺失，因此歷史學家只能靠當時編年史家的估計來判斷規模。已確認有名稱的船隻共有66艘，艦隊總數估計有120到150艘船。愛德華帶領副官北安普敦伯爵和亨廷頓伯爵同行。艦隊在1340年6月22日一早出航，並在當天下午進入斯勒伊斯錨地的視野範圍。愛德華在布蘭肯貝爾赫下錨，在傍晚派遣科布罕男爵、約翰·錢多斯爵士與史蒂芬·蘭布金上岸偵查法軍艦隊。
愛德華的意圖很明顯，他期望能沿著茲溫海道（Zwin）進入布魯日，讓他的軍隊登陸並加入位在內陸的盟軍。法軍目擊英軍艦隊後，他們將艦隊在長5公里的茲溫河口排成三列阻斷愛德華進入斯勒伊斯港的路線。每列船艦用鐵鍊與繩索栓在一起來阻止敵船通過，如同一道城牆。多艘大型船擺在最前列，包含在阿訥默伊登海戰中俘虜的戰艦克里斯多福號。這是中世紀海戰防守方常用的戰術。槳帆船指揮官巴巴韋拉對此感到擔憂，他建議應該將艦隊駛出外海並佔取有利位置，趁英軍登陸時發動攻擊，或藉此威嚇使他們撤兵，貝於歇作為總指揮官卻不熟悉海戰，他把巴巴韋拉視為普通海盜不當他一回事，堅持圍堵河口阻止英船進入。

## 海戰

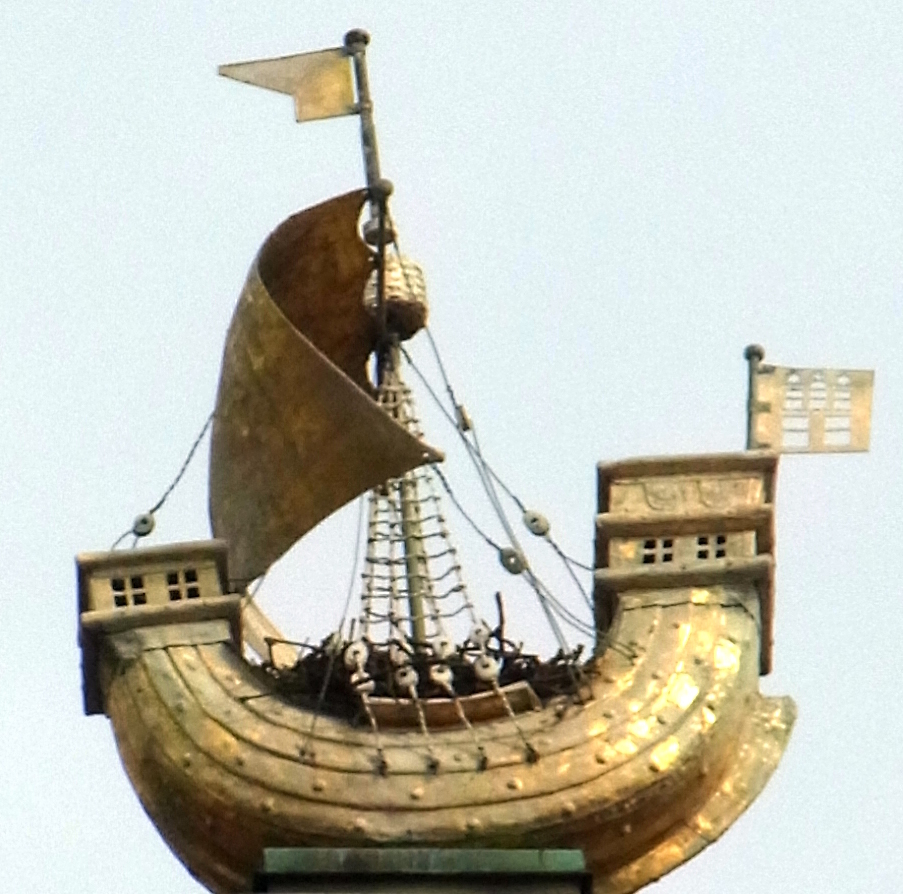
中世紀商用柯克帆船改造成戰船的模型。

科布罕男爵在深夜回報法軍艦隊情況，現存的紀錄表示愛德華在隔日（6月24日）高潮時進入錨地，佔據風向和潮水的有利位置，使太陽位在身後。傳統上認為戰鬥發生在午後三時。根據現代海戰史家尼可拉斯·哈里斯·尼可拉斯研究，當日的高潮時間應該在上午11時23分。法軍艦隊被鐵鍊與繩索拴住一天，被風雨吹到原先位置的東邊，並互相糾結在一起。貝於歇和基耶雷命令船隻互相分離，不過實際操作十分困難，艦隊在風與潮流中逆向駛回西邊，在陣型混亂的狀況下和英軍接戰。
愛德華將他的艦隊中每三艘船編成一支小隊，一艘載滿披甲戰士，兩艘載滿弓箭手。弓箭手朝法軍艦隊射下箭雨；披甲戰士則登船佔領。英軍弓箭手配有長弓，射程達300碼（270），遠超十字弓的200碼（180）射程，並且擁有2到3倍的射速。
戰鬥的形式如同在海上進行陸戰，兩艘船撞上後披甲戰士進行肉搏，弓箭手在旁支援。貝於歇將艦船拴住的戰術為法軍帶來毀滅性的打擊，這讓英軍可以讓優勢兵力對單一敵船發動攻擊，同時其他法軍船艦卻無法行動。一名倫敦長弓手說到英軍的箭雨「像在冬季下冰雹」。大量法軍艦船在激烈戰鬥後被奪下。隨著英軍取得顯著優勢，法蘭德斯的盟軍也從附近港口出動從法軍後方發動攻擊。愛德華在給他兒子的信件中寫到法軍「在當日與晚間做了最高貴的抵抗。」
當晚法軍嘗試從後方突圍，除了槳帆船外只有17艘其他法軍船艦逃脫，其他的190艘船被奪走，少量生存者成為俘虜。據報海水因為血液與屍體而變的濃稠。法軍約有16,000到20,000人戰死，其中多數是在海水中溺斃。英軍對兩年前阿訥默伊登海戰的戰敗與屠殺進行復仇，貝於歇被吊死在自己船艦的桅杆上，基耶雷則被斬首。生存的法軍游到岸上後被旁觀的法蘭德斯人亂棒打死。英軍只有4名騎士戰死，一般士兵的死傷人數不明，但只有少量。英格蘭人嘲笑：「如果斯勒伊斯港的魚會說話，那應該會是講法語，從它們吃掉的法軍屍體上學來的。」數日間，海潮將大量屍體沖上海岸。愛德華的大腿在戰鬥中遭箭矢所傷。英國史學家喬納森·薩姆欣稱這場海戰是法國海軍史上最大規模的慘劇。

## 後續

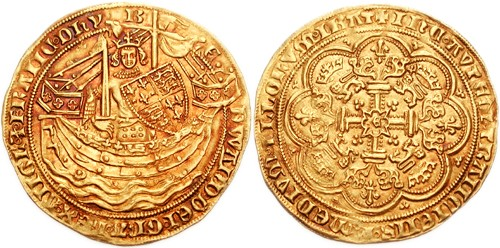
一枚1354年的金幣，表面刻畫愛德華坐在船上，以紀念此戰。

戰役後，法蘭西人恐懼大規模入侵並趕緊派軍隊前往海岸地區。腓力六世命令以逃兵罪逮捕巴巴韋拉。一間救濟院在哈弗勒爾港附近成立，救濟因傷重無法繼續從事海上工作的船員。戰術上，這場戰役的勝利讓愛德華三世的軍隊可以登陸，並在不久後發動對支持法王的法蘭德斯城市圖爾奈發動圍城戰。在戰略上，斯勒伊斯海戰對戰局影響不大，腓力六世擁有遠超愛德華的資源，讓他可以迅速將逃脫和未參戰的船艦重組成新艦隊。一個月內，新艦隊在羊毛貿易航線上劫掠30艘商船，船員被丟下船。法軍艦隊持續在北海劫掠英格蘭商船，並將人力與物資送往同盟國蘇格蘭。
英格蘭海岸線的平民在戰後為擺脫法蘭西劫掠而歡欣鼓舞，然而該年末法軍洗劫懷特島、波特蘭島、泰格茅斯、普利茅斯與海峽群島。英軍則在9月洗劫布雷斯特作為報復，俘虜許多船隻，包含六艘滿載貨物的熱那亞商船。1341年，法蘭西、卡斯提爾與葡萄牙船隊成功封鎖英格蘭與加斯科涅的通訊。
愛德華為紀念這場戰役而鑄造金幣，表面刻畫國王坐在船艦上。銘文用拉丁文寫著：「耶穌穿過他們中間，繼續走上自己的路。」（IHC TRANSIENS PER MEDIUM ILLORUM IBAT）

### 腳註
1. ↑  沒有可查證的資料顯示有卡斯提爾王國的船隻加入艦隊。
2. ↑  多數編年史家，包含一部份目擊者，表示戰鬥在午後三點高潮的時候發生。[26]
3. ↑  「根據英格蘭皇家天文學家計算，斯海爾德河在1340年6月23日的高潮時間是上午10時35分與晚間10時59分，隔日則是上午11時23分與晚間11時46分。」[27]